# Osmylus tessellatus
Osmylus tessellatus är en insektsart som beskrevs av Robert McLachlan 1875.
Osmylus tessellatus ingår i släktet Osmylus och familjen vattenrovsländor. Inga underarter finns listade i Catalogue of Life.